# 熊本県道169号大野下停車場線
熊本県道169号大野下停車場線（くまもとけんどう169ごう おおのしもていしゃじょうせん）は、熊本県玉名市を通る一般県道である。

## 概要
鹿児島本線大野下駅と国道501号を結んでいる。

### 路線データ
- 起点：熊本県玉名市岱明町大野下（鹿児島本線 大野下駅前、熊本県道168号大野下停車場西照寺線起点）
- 終点：熊本県玉名市岱明町鍋（岱明町鍋交差点、国道501号交点）

## 歴史
- 1960年（昭和35年） - 熊本県告示により、熊本県道大野下停車場線が路線認定される（当時の整理番号は98）。
- 1970年（昭和45年） - 1972年（昭和47年）頃 - 整理番号が169に変更される。

## 地理

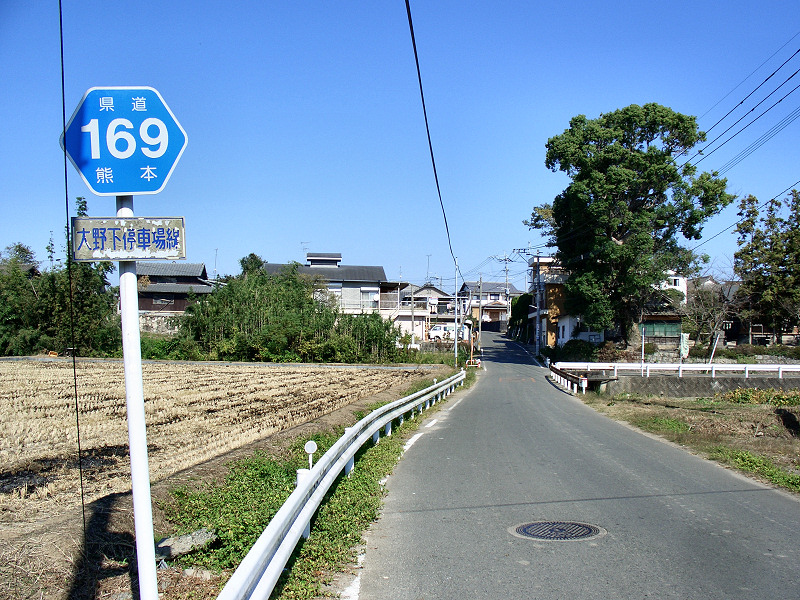
沿道風景

### 通過する自治体
- 玉名市

### 交差する道路
| 交差する道路                      | 交差する場所 | 交差する場所                 |
| --------------------------------- | ------------ | ---------------------------- |
| 熊本県道168号大野下停車場西照寺線 | 岱明町大野下 | 鹿児島本線 大野下駅前 / 起点 |
| 熊本県道112号長洲玉名線           | 岱明町大野下 |                              |
| 国道501号                         | 岱明町鍋     | 岱明町鍋交差点 / 終点        |

### 沿線
- JR九州鹿児島本線 大野下駅